# Serge Gabernet

a Compétitions nationales et continentales officielles uniquement.

b Matchs officiels uniquement.
Serge Gabernet (dit Gaber), né le 6 février 1955 à Montréjeau (Haute-Garonne), est un joueur de rugby à XV français, arrière en équipe de France et au Stade toulousain, de 1,86 m pour 85 kg.

## Biographie
La maladie l'ayant tenu éloigné des terrains après le Grand Chelem de 1981, il n'en revint que plus fort pour mener son club à la victoire dans le championnat 1985 après trente-huit années de disette.
Le 15 mai 1981, il joue le deuxième match de l'histoire des Barbarians français contre Crawshay's à Clermont-Ferrand. Les Baa-Baas l'emportent 34 à 4. Trois ans plus tard, le 1er septembre 1984, il joue de nouveau avec les Barbarians français contre les Harlequins au Stade de Twickenham. Les Baa-Baas l'emportent 42 à 20.
Il est ensuite directeur technique de Toulouse, et entraîneur, entre autres de l'équipe de Villefranche-de-Lauragais où évoluait encore Didier Codorniou.
Serge Gabernet devient entraîneur-adjoint du Castres olympique entraîné par Alain Gaillard qui sera demi-finaliste du championnat de France face au RC Toulon futur champion de France 1992.
Il est actuellement professeur d'éducation physique au lycée Pierre d'Aragon de Muret. Avant ça il était exerçait au collège Léo Ferré de Saint-Lys où il entraîna notamment Laetitia Salles, en section UNSS rugby, qui deviendra international française puis détentrice du record de sélections en équipe de France féminine de rugby à XV quelques années plus tard (92 sélections).

## Carrière

### Entraîneur
- Football club villefranchois : 1988-1991
- Castres olympique : 1991-1992
- RC Muretain : 1992-1993
- US Colomiers : 1994-1996

### Joueur
- Union Sportive montréjeaulaise
- Stade toulousain 1974-1986

## Palmarès

### En club
- Championnat de France de première division : 
  - Champion (2) : 1985 et 1986 (capitaine)
  - Vice-champion (1) : 1980
- Challenge Yves-du-Manoir  :
  - Finaliste (1) : 1984
- Coupe de France :
  - Vainqueur (1) : 1984
  - Finaliste (1) : 1985

### En équipe nationale
- 14 sélections en équipe de France, de 1980 à 1983
- 48 points, 2 essais, 2 transformations, 1 drop, 11 pénalités
- Grand Chelem en 1981 (puis tournée en Australie en 1981)
- Sélections par année : 2 en 1980, 9 en 1981, 1 en 1982, 2 en 1983,
- Tournois des Cinq Nations disputés : 1980, 1981, 1982